# Society for the Protection of Women and Children
Die Society for the Protection of Women and Children, auch New Zealand Society for the Protection of Women and Children genannt, war eine Wohlfahrtsorganisation in Neuseeland, die sich Anfangs dem Schutz von Frauen und Kindern vor Männern verschrieben hatte. In späteren Umfirmierungen wurde dieses Ziel allerdings minimiert.

## Geschichte
Ihren Ursprung fand die Organisation 1893 in Auckland, als von dem Geschäftsmann Henry Wilding finanziert eine Gruppe von Männern, die zumeist dem Klerus angehörten, die Organisation ins Leben gerufen wurde. Mit dem Namen der Organisation wurde seinerzeit ein öffentliches Bekenntnis abgegeben, dass Frauen und Kinder des Schutzes bedurften. Die Ziele der Gesellschaft waren, Frauen und Kindern Schutz vor Misshandlung zu geben, ihnen Beistand bei der Durchsetzung von Rechtsmitteln zu gewähren und die Verbesserung der Rechtsstellung von Frauen zu erreichen.
1899 wurde in der Organisation unter der Leitung von der Ehefrau des Gouverneurs Ranfurly, Lady Ranfurly, ein Damenkomitee mit dem Ziel gegründet, Geld für die Wohlfahrtsorganisation zu sammeln. Auch wurde seinerzeit in einem Bericht des Komitees festgestellt, dass zu viele Männer in der Organisation die Arbeit blockierten, da sie nicht bereit waren mehr Zeit für die Organisation zu investieren. So nahm nach und nach der Anteil der Frauen in dem Komitee zu.
Im Laufe der Jahre bildeten sich Ableger der Organisation in den folgenden Städten:
- 1897 – in Wellington nach einer öffentlichen Versammlung der Women’s Christian Temperance Union New Zealand
- 1898 – in Christchurch, The Society for the Protection of Women genannt
- 1899 – in Dunedin

Da man davon ausging, dass Frauen in Not sich eher einem Mitglied ihres eigenen Geschlechts anvertrauen würden, hatte jede Zweigstelle der Gesellschaft eine weibliche Mitarbeiterin, die sich in Vollzeit um die Belange von Frauen und Kinder kümmern konnten. Mit ihrer Arbeit leisteten die Frauen auch einen wichtigen Beitrag zum Entstehen der Sozialarbeit als Beruf in Neuseeland jener Tage.
Als die Organisation im Jahr 1955 in Society for the Protection of Home and Family umbenannt wurde, hatte sie schon etwas von ihrem ursprünglichen Engagement und den Zielen ihrer Mitglieder verloren. Der Grund für die Umbenennung war seinerzeit, dass über den neuen Namen sich auch Männer angesprochen fühlen sollten etwas für die Organisation und deren Zielen zu tun, ob als Spender oder in Mitarbeit.
In den 1970er und 1980er Jahren übernahm der Staat einige Aufgaben der Gesellschaft und neu entstandene Organisationen wurden auch in den Arbeitsfeldern der Society for the Protection of Home and Family tätig. Die Folgen davon zeigten sich in Finanzierungsproblemen, die dazu führten, dass die Zweigstellen in Wellington und Dunedin in den 1980er Jahren ihre Arbeit einstellten. Die beiden anderen Zweige der Organisation schafften es, sich durch neue Angebote und Unterstützungsleistungen den Veränderungen in der Gesellschaft und die daraus resultierenden Problemen für die Familien anzupassen.

## Nachfolgeorganisationen
Aus dem Auckland-Zweig der Organisation wurde Home and Family Counselling und arbeitete auch später u. a. mit dem Ministerium Oranga Tamariki (Ministerium für Kinder) zusammen. Heute nennt sich die Organisation Wingspan.
Aus dem Christchurch-Zweig entstand die Organisation Home and Family, die sich auf Māori Te Whare Manaaki Tangata nennt.